# Bundesautobahn 62
La Bundesautobahn 62, abbreviata anche in BAB 62, è una autostrada tedesca che collega l'autostrada BAB 1 con la città di Pirmasens, per ritornare verso Saarbrücken, senza soluzione di continuità, come BAB 8. Nel tratto tra Bann e Pirmasens rimane una delle pochissime autostrade tedesche a carreggiata unica.

## Percorso
| BAB 62 |           |                            |       |                |                |
| Tipo   | n° uscita | Indicazione                | km    | Corrispondenze | Strada europea |
|        | 1         | Confluenza di Nonnweiler   | 160,9 |                |                |
|        | 2         | Otzenhausen                | 161,4 |                |                |
|        | 3         | Nohfelden - Turkismuhle    | 169,1 |                |                |
|        | 4         | Birkenfeld                 | 175,6 |                |                |
|        | 5         | Freisen                    | 184,9 |                |                |
|        | 6         | Reichweiler                | 188,8 |                |                |
|        | 7         | Kusel                      | 195,6 |                |                |
|        | 8         | Glan - Munchweiler         | 204,6 |                |                |
|        | 9         | Hutschenhausen             | 210,2 |                |                |
|        | 10        | Incrocio di Landstuhl West | 212,2 |                |                |
|        | 10b       | Landstuhl West             | 213,0 |                |                |
|        | 11        | Landstuhl Atzel            | 215,2 |                |                |
|        | 12        | Bann                       | 218,8 |                |                |
|        | 13        | Weselberg                  | 225,7 |                |                |
|        | 13b       | Hoheinod                   | 231,1 |                |                |
|        | 14        | Thaleischweiler - Froschen | 234,7 |                |                |
|        | 15        | Pirmasens                  | 239,2 |                |                |
|        | 16        | Pirmasens Winzeln          | 239,9 |                |                |
|        |           |                            |       |                |                |